# Roaring Lion River
Der Roaring Lion River (englisch roaring lion für „brüllender Löwe“) ist ein Fluss im Norden der Südinsel Neuseelands.

## Geographie
Der Fluss entspringt an den östlichen Hängen des 1645 m hohen Mount Domett in der Domett Range der Tasman Mountains. Er fließt in einem Bogen zunächst nach Südosten, dann nach Süden und letztlich nach Südwesten. Der Roaring Lion River führt das Wasser der Ostflanke der Marshall Range ab, deren Westseite über den Beautiful River ihr Wasser abführt. An der Südspitze der Bergkette mündet der Beautiful River in den Roaring Lion River, der seinerseits kurz darauf in den Karamea River mündet, über den das Wasser zur Tasmansee strömt.